# Condensation de vapeurs métalliques
La condensation de vapeurs métalliques, ou metal vapor synthesis (MVS) en anglais, est une méthode de production de complexes métalliques par combinaison d'atomes ou de petites particules de métal fraîchement produites avec des ligands. 

## Applications
Contrairement aux atomes métalliques venant d'être produits, les métaux dans leur état ordinaire sont généralement peu réactifs vis-à-vis des ligands électriquement neutres. La méthode par condensation de vapeurs métalliques permet de produire des complexes qui ne peuvent être obtenus par les méthodes traditionnelles, comme le bis(toluène)titane (η6-C6H5CH3)2Ti. Elle repose sur un réacteur qui évapore le métal, par effet Joule ou par faisceau d'électrons, permettant à la vapeur de réagir sur une paroi froide recouverte du ligand organique. L'équipement fonctionne sous vide poussé. Une réalisation courante de ce dispositif fait se co-condenser les vapeurs métalliques et le ligand organique à la température de l'azote liquide, soit 77,36 K (−195,79 °C) à pression atmosphérique.
Il est parfois possible d'employer une des voies conventionnelles pour produire un complexe organométallique parallèlement à la condensation de vapeurs métalliques. Ainsi, le tris(1,3-butadiène)molybdène (η4-C4H6)3Mo a d'abord été produit par co-condensation de 1,3-butadiène et de vapeurs de molybdène avant d'être produit par réduction du chlorure de molybdène(V) (MoCl5)2 en présence du diène, avec de meilleurs rendements.